# Indomarengo thomsoni
Indomarengo thomsoni là một loài nhện trong họ Salticidae.
Loài này thuộc chi Indomarengo. Indomarengo thomsoni được Fred R. Wanless miêu tả năm 1978.